# Koronis-Familie

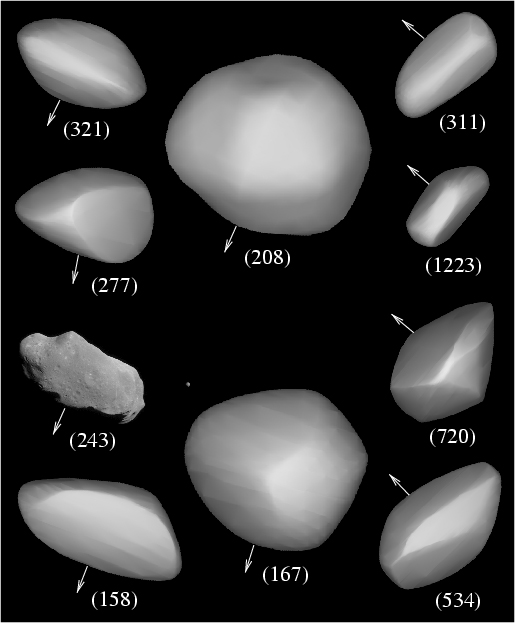
Zusammenstellung von Asteroiden der Koronis-Familie (Hrsg.: NASA)

Die Koronis-Familie (FIN 605) ist eine Asteroidenfamilie, die auch als Lacrimosa-Familie bekannt ist.:16 Es ist eine große Asteroidenfamilie mit Asteroiden vom C-Typ, die meist aus Gestein bestehen, im Bereich außerhalb der Kirkwoodlücken. Es wird angenommen, dass die Asteroiden vor mindestens zwei Milliarden Jahren bei einer Kollision von zwei größeren astronomischen Objekten entstanden sind. Die Familie ist nach dem Asteroiden (158) Koronis (35 Kilometer Durchmesser) benannt, der am 4. Januar 1876 von Viktor Knorre entdeckt wurde. Der größte Asteroid der Familie ist mit 41 Kilometer Durchmesser (208) Lacrimosa, der von Johann Palisa am 28. Oktober 1879 entdeckt wurde. Die Asteroiden der Koronis-Familie umlaufen die Sonne in einem Cluster entlang ungefähr derselben Umlaufbahn. Die Familie umfasst 5949 Asteroiden.
Es gibt zwei Unterfamilien: die Karin-Familie (FIN 610), die bei einer Kollision (Zerstörung des Mutterkörpers) vor geschätzten 5,72 Millionen Jahren gebildet wurde, und die Koronis (2)-Familie (FIN 621) mit 246 Mitgliedern. Die Koronis (2)-Familie wurde vor 15 Millionen Jahren bei einer nicht-katastrophalen Kollision mit (158) Koronis gebildet.
Am 28. August 1993 besuchte die Raumsonde Galileo einen Asteroiden der Koronis-Familie – (243) Ida. Eine Darstellung von (243) Ida und ihrem Mond Dactyl ist auf dem Foto rechts zu sehen.

## Liste
Eine Auswahl der größten Asteroiden in der Koronis-Familie:
| Name             | Durchmesser (km) | Große Halbachse (AE) | Bahnneigung (Grad) | Exzentrizität | Entdeckungsjahr | Daten  |
| ---------------- | ---------------- | -------------------- | ------------------ | ------------- | --------------- | ------ |
| (158) Koronis    | 35,4             | 2,867                | 1,00               | 0,057         | 1876            | [ 4 ]  |
| (167) Urda       | 39,9             | 2,855                | 2,21               | 0,035         | 1876            | [ 5 ]  |
| (208) Lacrimosa  | 41,0             | 2,895                | 1,751              | 0,015         | 1879            | [ 6 ]  |
| (243) Ida        | 31,3             | 2,861                | 1,138              | 0,046         | 1884            | [ 7 ]  |
| (263) Dresda     | 23,0             | 2,886U               | 1,314              | 0,079         | 1886            | [ 8 ]  |
| (277) Elvira     | 27,0             | 2,887                | 1,156              | 0,089         | 1888            | [ 9 ]  |
| (311) Claudia    | 24,0             | 2,897                | 3,225              | 0,008         | 1891            | [ 10 ] |
| (321) Florentina | 27,0             | 2,886                | 2,594              | 0,043         | 1891            | [ 11 ] |
| (534) Nassovia   | 32,3             | 2,884                | 3,277              | 0,057         | 1904            | [ 12 ] |
| (720) Bohlinia   | 33,7             | 2,888                | 2,359              | 0,014         | 1911            | [ 13 ] |
| (1223) Neckar    | 22,8             | 2,869                | 2,55052            | 0,061         | 1931            | [ 14 ] |
| (9908) Aue       | n.a.             | 2,900                | 2,68               | 0,036         | 1971            | [ 15 ] |